# 酒泉市
酒泉市（しゅせん-し）は、中華人民共和国甘粛省に位置する地級市。
2002年6月18日に「酒泉地区」と県級の「酒泉市」を撤廃して地級市となり県級行政区画の粛州区を増設した。

## 地理

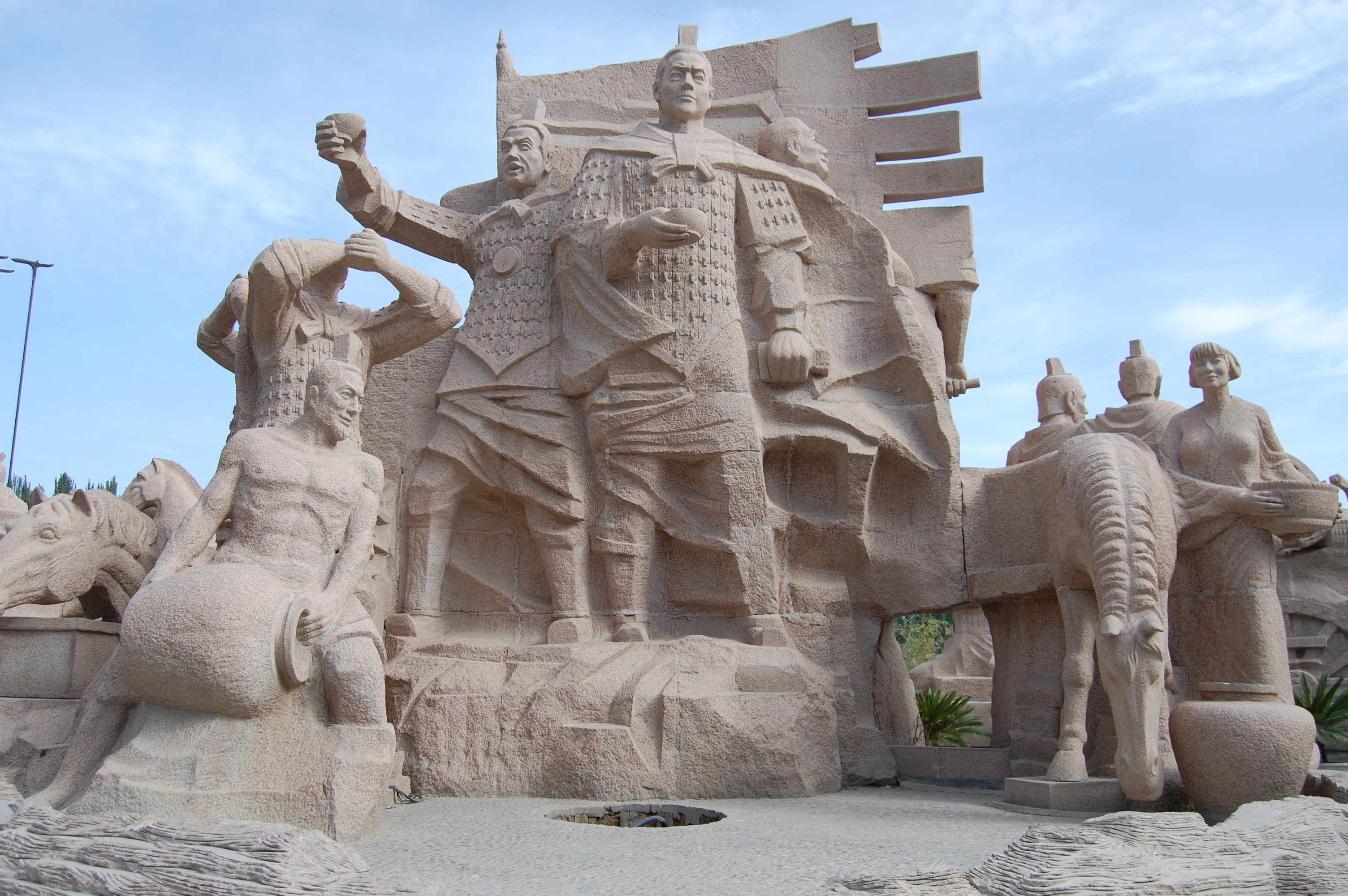
霍去病の像

酒泉市は甘粛省西北部、河西回廊の西端、東経92度09分から100度20分、北緯37度58分から42度48分の範囲に位置する。東は張掖市、南は青海省、西は新疆ウイグル自治区、北は内モンゴル自治区のエジン旗と隣接し、モンゴル国との国境を有する。東西680km、南北550km。
酒泉の地名の由来となった泉は、鐘楼からすぐ近くの公園の中にあった。河西回廊の伝説には必ずと言っていいほど、漢の英雄の霍去病が登場する。
霍去病が匈奴を打ち負かしたことを聞いた漢の武帝は、10樽の酒を彼に送った。しかし、20万人もの兵士全員にいきわたるはずはなく、霍去病はすべての兵が平等に皇帝からの酒をいただくために、酒を泉に注ぎ込んだ。すると泉の水が濃厚な酒の香を放ち、その美酒はいくら飲んでも尽きることなく沸き続けた。これにちなんで、「酒の泉」と呼ばれるようになったという。
霍去病の西域遠征の像が池のそばに作られている。

## 民族
2000年の国勢調査時のデータ；総人口は980,492、人口密度5.45人/km²。
| 民族       | 人口    | 比率   |
| ---------- | ------- | ------ |
| 漢族       | 952,672 | 97.16% |
| 回族       | 7,248   | 0.74%  |
| 東郷族     | 5,623   | 0.57%  |
| モンゴル族 | 4,958   | 0.51%  |
| カザフ族   | 2,788   | 0.28%  |
| ユグル族   | 2,435   | 0.25%  |
| チベット族 | 2,307   | 0.24%  |
| 土族       | 791     | 0.08%  |
| 満州族     | 686     | 0.07%  |
| 土家族     | 230     | 0.02%  |
| ウイグル族 | 190     | 0.02%  |
| 苗族       | 125     | 0.01%  |
| その他     | 439     | 0.05%  |

## 行政区画
1市轄区・2県級市・2県・2自治県を管轄する。
| 行政区画                 | 面積      | 人口           |
| ------------------------ | --------- | -------------- |
| 粛州区                   | 3,386km2  | 34万人(2002年) |
| 玉門市                   | 13,307km2 | 19万人(2002年) |
| 敦煌市                   | 26,960km2 | 13万人(2002年) |
| 金塔県                   | 14,663km2 | 14万人(2004年) |
| 瓜州県                   | 23,150km2 | 9万人(2004年)  |
| 粛北モンゴル族自治県     | 55,000km2 | 1万人(2002年)  |
| アクサイ・カザフ族自治県 | 31,374km2 | 1万人(2004年)  |

| 酒泉市の地図 |
| --- |
| 粛 州 区 金塔県 瓜州県 粛北モンゴル族 · 自治県 （粛北モンゴル族 · 自治県飛地） アクサイ · カザフ族自治県 玉門市 敦煌市 |

### 年表
この節の出典

#### 酒泉専区(1949年-1955年)
- 1949年10月1日 - 中華人民共和国甘粛省酒泉分区が成立。酒泉県・金塔県・鼎新県・安西県・敦煌県・玉門県・臨沢県・高台県・粛北設治局が発足。(8県1設治局)
- 1949年12月 - 酒泉分区が酒泉専区に改称。(8県1設治局)
- 1949年12月5日 (6県1旗1設治局)
  - 臨沢県・高台県が張掖専区に編入。
  - 寧夏省エジン旗を編入。
- 1950年5月25日 - 張掖専区高台県・臨沢県を編入。(8県1旗1設治局)
- 1950年7月20日 - 粛北設治局が自治区に移行し、粛北自治区となる。(8県1旗1自治区)
- 1950年7月24日 - エジン旗が寧夏省に編入。(8県1自治区)
- 1950年12月 - 高台県の一部が武威専区張掖県に編入。(8県1自治区)
- 1953年10月26日 - 玉門県の一部が分立し、玉門鉱区が発足。(8県1自治区1鉱区)
- 1953年12月22日 - 粛北自治区が粛北モンゴル族自治区に改称。(8県1自治区1鉱区)
- 1954年3月20日 - 酒泉県・高台県の各一部が武威専区張掖県の一部と合併し、粛南ユグル族自治区が発足。(8県2自治区1鉱区)
- 1954年6月19日 - 寧夏省エジン旗自治区を編入。(8県3自治区1鉱区)
- 1954年6月26日 - 金塔県の一部が鼎新県に編入。(8県3自治区1鉱区)
- 1954年7月15日 - 敦煌県の一部が分立し、アクサイ・カザフ族自治区が発足。(8県4自治区1鉱区)
- 1954年9月24日 - 金塔県の一部が酒泉県に編入。(8県4自治区1鉱区)
- 1955年2月22日 - 粛北モンゴル族自治区が県制施行し、粛北モンゴル族自治県となる。(8県1自治県3自治区1鉱区)
- 1955年3月16日 - エジン旗自治区が旗制施行し、エジン自治旗となる。(8県1自治県1自治旗2自治区1鉱区)
- 1955年5月19日 - 粛南ユグル族自治区が県制施行し、粛南ユグル族自治県となる。(8県2自治県1自治旗1自治区1鉱区)
- 1955年7月25日 - アクサイ・カザフ族自治区が県制施行し、アクサイ・カザフ族自治県となる。(8県3自治県1自治旗1鉱区)
- 1955年10月10日 - 酒泉専区が武威専区と合併し、張掖専区の発足により消滅。

#### 玉門市
- 1958年2月12日 - 玉門市が地級市の玉門市に昇格。(1市)
- 1958年9月5日 - 張掖専区玉門県が玉門市に編入。(1市)
- 1958年10月25日 - 玉門市が張掖専区に編入。

#### 酒泉市(第1次)
- 1958年11月21日 - 張掖専区酒泉県・金塔県が合併し、酒泉市が発足。(1市)
- 1961年12月15日 - 一部が分立し、酒泉専区金塔県となる。(1市)
- 1964年6月5日 - 酒泉市が酒泉専区に編入。

#### 酒泉地区(1961年-2002年)
- 1961年11月15日 - 張掖専区玉門市・敦煌県・安西県・粛北モンゴル族自治県・アクサイ・カザフ族自治県を編入。酒泉専区が成立。(1市2県2自治県)
- 1961年12月15日 - 酒泉市の一部が分立し、金塔県が発足。(1市3県2自治県)
- 1964年6月5日 - 酒泉市を編入。(1市4県2自治県)
  - 酒泉市が県制施行し、酒泉県となる。
- 1965年7月19日 - 酒泉県の一部が張掖専区粛南ユグル族自治県の一部と合併し、嘉峪関市が発足。(2市4県2自治県)
- 1965年7月28日 (1市4県2自治県)
  - 嘉峪関市が省直轄県級行政区となる。
  - 酒泉県の一部が嘉峪関市に編入。
- 1969年7月5日 - 内モンゴル自治区バヤンノール盟エジン旗を編入。(1市4県2自治県1旗)
- 1969年9月4日 - 酒泉専区が酒泉地区に改称。(1市4県2自治県1旗)
- 1970年5月8日 - 嘉峪関市を編入。(2市4県2自治県1旗)
- 1971年9月10日 - 嘉峪関市が地級市の嘉峪関市に昇格。(1市4県2自治県1旗)
- 1971年10月23日 - 粛北モンゴル族自治県の一部が安西県に編入。(1市4県2自治県1旗)
- 1971年11月11日 (1市4県2自治県1旗)
  - 酒泉県の一部が嘉峪関市に編入。
  - 張掖地区粛南ユグル族自治県の一部が酒泉県に編入。
- 1972年12月8日 - 酒泉県の一部が張掖地区粛南ユグル族自治県に編入。(1市4県2自治県1旗)
- 1973年7月28日 - 安西県の一部が粛北モンゴル族自治県に編入。(1市4県2自治県1旗)
- 1979年5月30日 - エジン旗が内モンゴル自治区バヤンノール盟に編入。(1市4県2自治県)
- 1985年5月14日 - 酒泉県が市制施行し、酒泉市となる。(2市3県2自治県)
- 1986年5月24日 (2市3県2自治県)
  - 粛北モンゴル族自治県の一部がアクサイ・カザフ族自治県に編入。
  - アクサイ・カザフ族自治県の一部が粛北モンゴル族自治県・敦煌県に分割編入。
- 1987年8月21日 - 敦煌県が市制施行し、敦煌市となる。(3市2県2自治県)
- 2002年6月18日 - 酒泉地区が地級市の酒泉市に昇格。

#### 酒泉市(第2次)
- 2002年6月18日 - 酒泉地区が地級市の酒泉市に昇格。(1区2市2県2自治県)
  - 酒泉市が区制施行し、粛州区となる。
- 2006年2月8日 - 安西県が瓜州県に改称。(1区2市2県2自治県)

## 観光地
- 莫高窟
- 鳴沙山
- 月牙泉
- 陽関
- 玉門関
- 鎖陽城
- 楡林窟
- 酒泉衛生発射センター - 神舟を打ち上げる発射場がある。

## 交通
空港
- 敦煌莫高国際空港(敦煌市)
- 嘉峪関空港(嘉峪関市)

鉄道
- 蘭新線（蘭州市 - 新疆ウイグル自治区ウルムチ市）
  - 酒泉駅
  - 柳園駅
- 敦煌線（瓜州県 - 敦煌市・蘭新線柳溝駅より分岐）
  - 敦煌駅

道路
- 連霍高速道路
- G312国道